# Federația de Fotbal din Cambogia
Federația de Fotbal din Cambogia (FFC) este forul ce guvernează fotbalul în Cambodgia. Se ocupă de organizarea echipei naționale și a Ligii Cambodgiei.